# SWITCH (fondazione)
SWITCH  è una fondazione svizzera fondata nel 1987 che gestisce la rete informatica delle università svizzere.
Si occupa inoltre dell'assegnazione e della gestione dei domini di primo livello .ch e .li, quest'ultimo per conto del Liechtenstein. I suoi server si trovano presso il Politecnico federale di Zurigo.